# Герб лену Гетеборг і Богус
Герб лену Гетеборг і Богус (швед. Göteborgs och Bohus läns vapen) — символ колишнього адміністративно-територіального утворення лену Гетеборг і Богус.

## Історія
Герб цього лену затверджено 1962 року.
Лен Гетеборг і Богус скасований 31 грудня 1997 року після об'єднання з ленами Скараборг та Ельвсборг у теперішній лен Вестра Йоталанд.

## Опис (блазон)
Щит розтятий і перетятий; у 1-у та 4-у (нумерація зліва направо, потім зверху вниз) синіх з трьома срібними хвилястими перев'язами полях зліва золотий лев уліво з роздвоєним хвостом, червоним озброєнням, у закритій короні тримає в відведеній назад правиці золотого меча, а в лівиці — синій щиток із трьома золотими коронами (2:1); 
у 2-у та 3-у срібних — червона фортеця з бланкованою вежею та двома закритими золотими брамами, ліворуч на неї спинається синій лев із золотим озброєнням, а праворуч — синій меч у стовп вістрям вгору.

## Зміст
У гербі лену Гетеборг і Богус поєднано символи міста Ґетеборґ і ландскапа Богуслен.
Герб лену використовувався органами влади увінчаний королівською короною.

## Галерея

Герб Гетеборга
Герб Богуслену